# Jožin z bažin

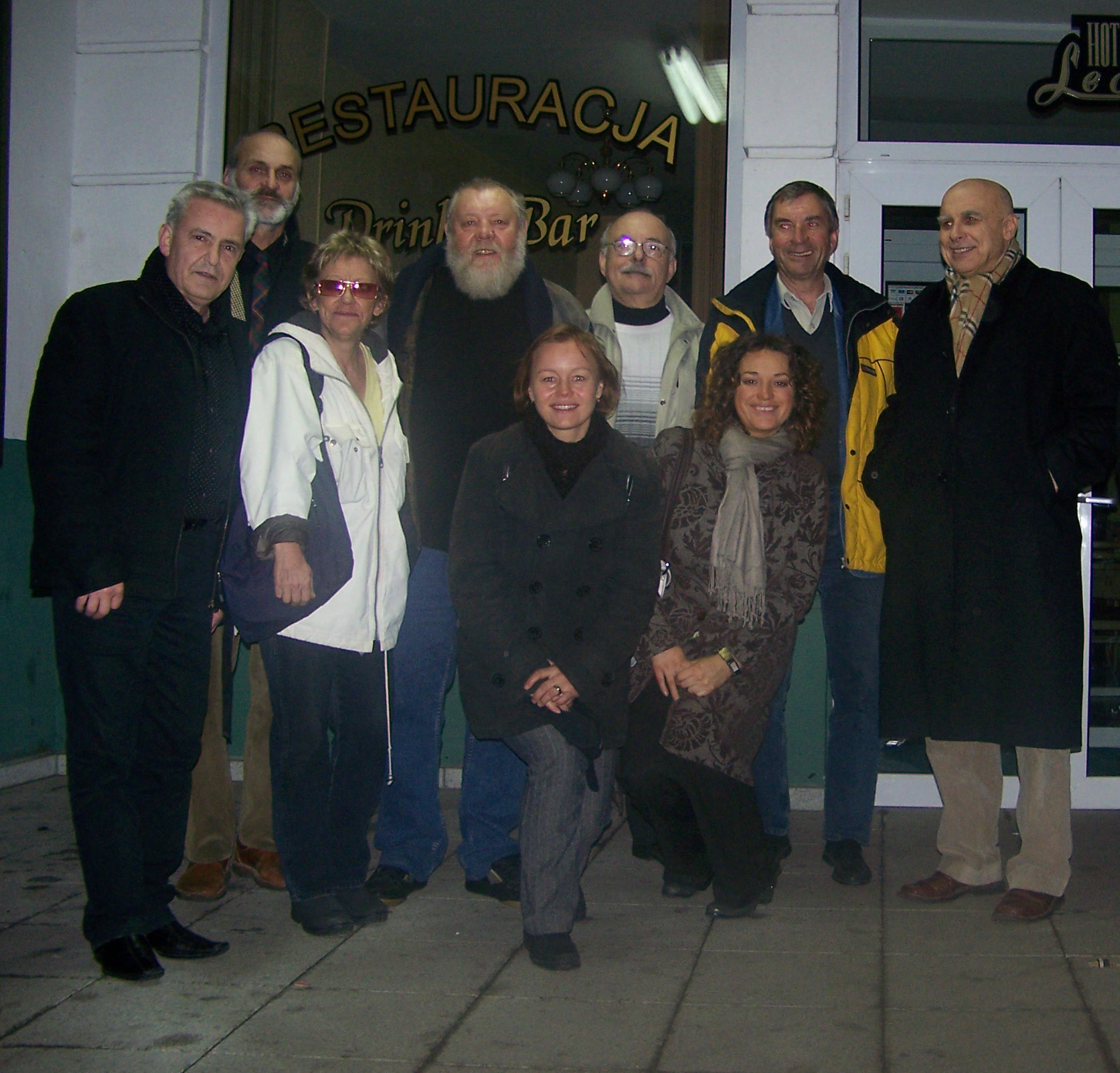
Le groupe Banjo Band à Poznań en 2008.

Jožin z bažin est une chanson composée en 1977 par le musicien et comédien tchèque Ivan Mládek. Cette chanson est connue par l'émission de télévision Countryshow. En janvier 2008, la musique devient populaire en Pologne (44e place en août), puis en Hongrie, Autriche et Russie.

## Récit
L'histoire chantée est celle d'un monstre mangeur d'homme des marais (Jožin z bažin, signifie littéralement Joe des marais). Il mange les touristes venant principalement de Prague. Le héros conduisant une Škoda 100 arrive au village de Vizovice où le maire lui apprend qu'il offrira à quiconque réussira à capturer Joe  sa fille comme épouse et une moitié de la ferme collective (JZD en tchèque). Avec l'aide du maire du village, le héros réussit alors à vaincre Joe à l'aide d'un avion épandeur, qui selon le refrain est le seul moyen de le vaincre, puis vend le monstre au zoo.

## Parodies et reprises
Plusieurs parodies remplaçant Joe par des hommes politiques peu appréciés ont été réalisées, en lituanien contre Andrius Kubilius, en polonais contre Donald Tusk, en serbe contre Medo Brundo ou en russe contre Vladimir Poutine.
Il existe aussi une reprise de la chanson par le groupe Metallica lors d'un concert à Prague en 2018 et diverses reprises dans des émissions musicales d'Europe de l'Est.